# Epania kasaharai
Epania kasaharai är en skalbaggsart som beskrevs av Tatsuya Niisato 2002. Epania kasaharai ingår i släktet Epania och familjen långhorningar. Inga underarter finns listade i Catalogue of Life.